# Epaltes
Epaltes é um género botânico pertencente à família Asteraceae.